# Hoplitis simplex
Hoplitis simplex är en biart som först beskrevs av Cresson 1864. Den ingår i släktet gnagbin, och familjen buksamlarbin. Inga underarter finns listade i Catalogue of Life.

## Beskrivning
Ett svart bi med mandibler som hos honorna har tre tänder, hos hanarna två. Vingarna är genomskinliga med gråbruna ribbor, hos honan är dock de yttre delarna rökfärgade. Tergiterna 1 till 4 hos honan, 1 till 5 hos hanen, har smala, vita hårband i bakkanterna. Behåringen i övrigt är gles och tunn, något tätare i ansiktet och på mellankroppen. Arten är liten; honan blir 6,5 till 8 mm lång, hanen omkring 6 mm.

## Utbredning
Utbredningsområdet omfattar östra USA från Kansas och Texas i väster till atlantkusten i öster, och från Michigan i norr till Texas i söder.

## Ekologi
Hoplitis simplex är polylektisk, den flyger till värdväxter från flera familjer, som strävbladiga växter (faceliasläktet), korsblommiga växter Physaria-arter) och rosväxter.
Som alla gnagbin är arten solitär, honan svarar själv för bobyggnaden och omsorgen om avkomman.

## Galleri

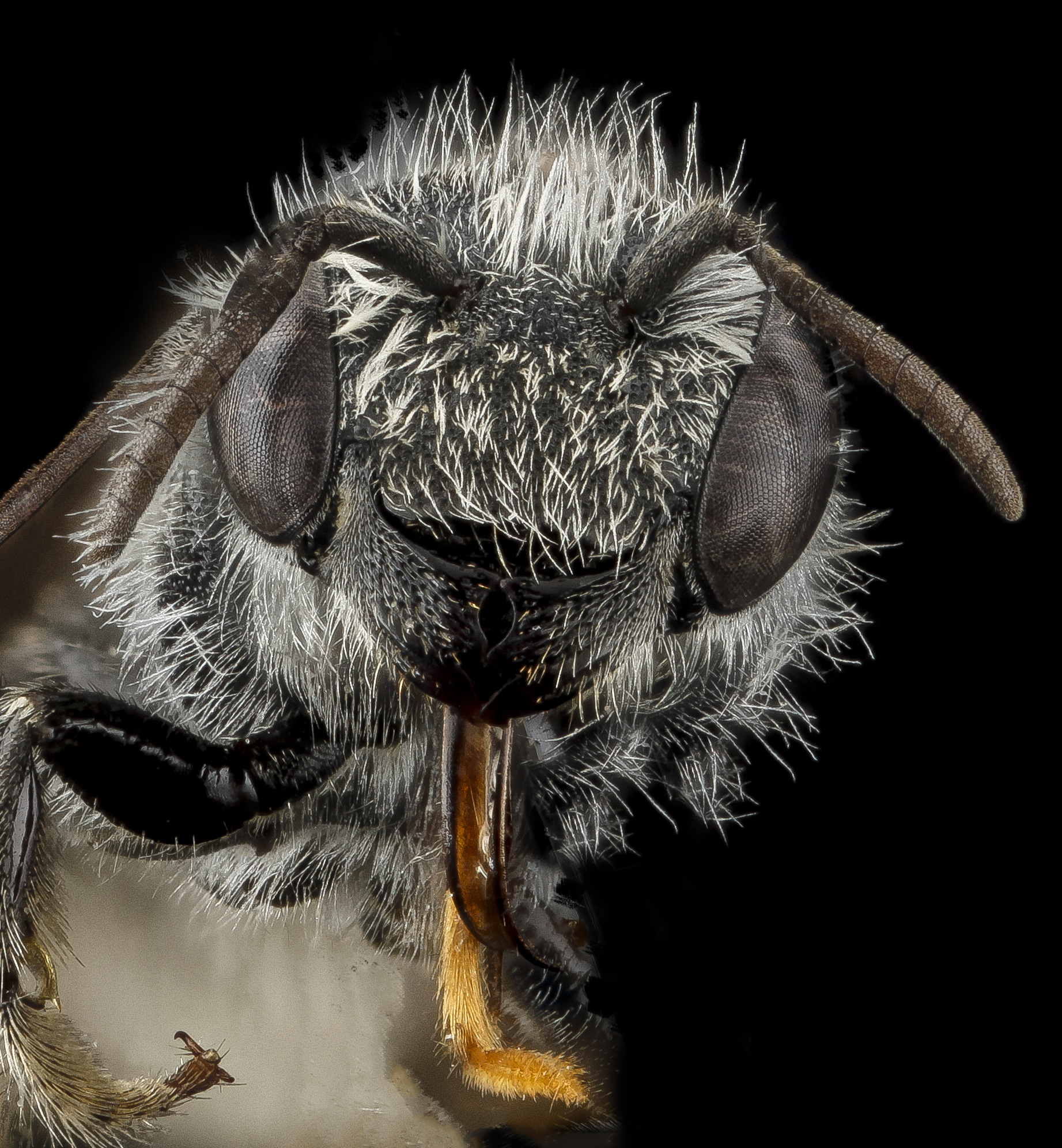
Hona, ansikte.
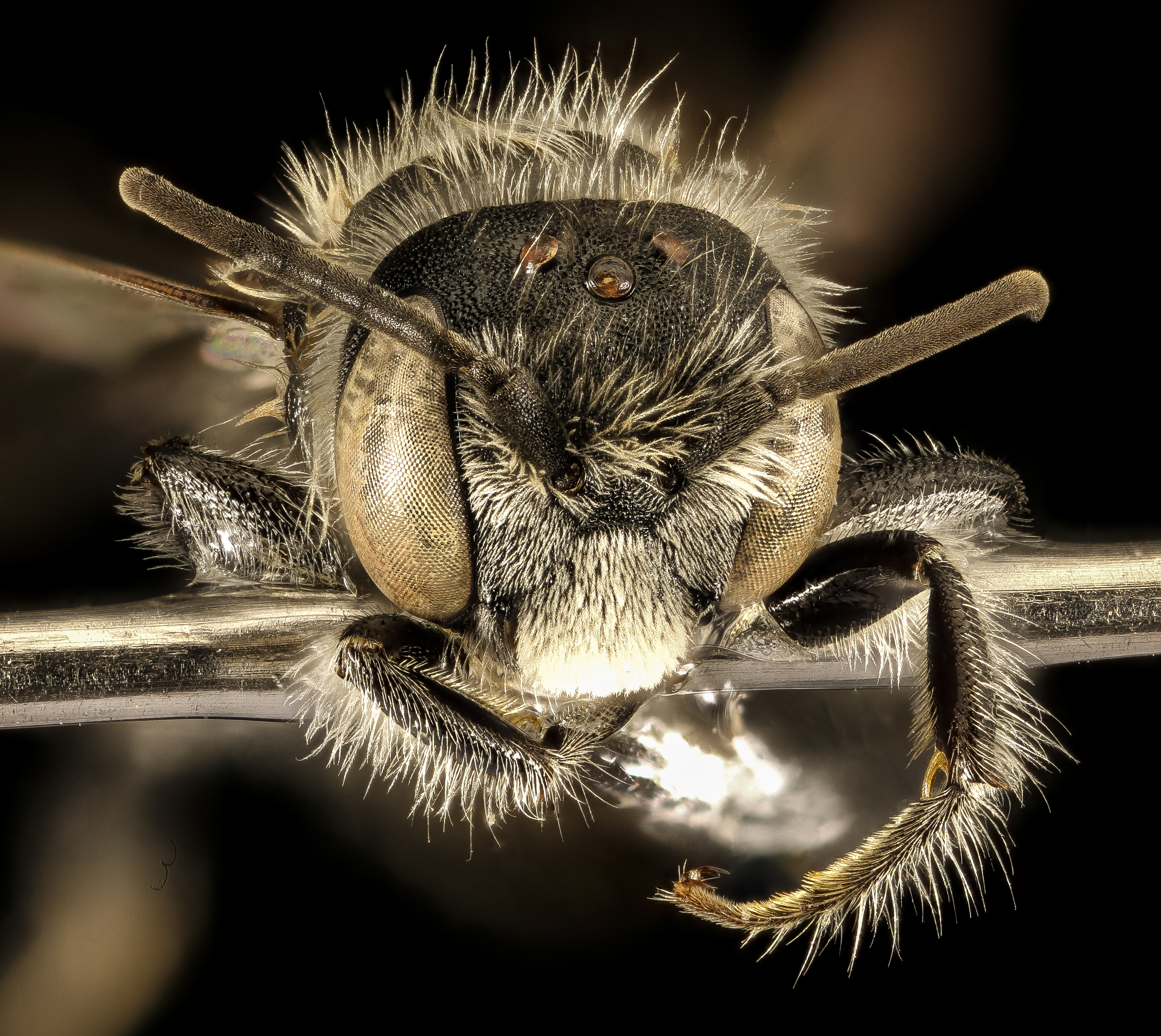
Hane, ansikte.